# Банярия Арса
Баня̀рия А̀рса (на италиански: Bagnaria Arsa; на фриулски: Bagnarie, Банярие) е община в Северна Италия, провинция Удине, автономен регион Фриули-Венеция Джулия. Разположена е на 20 m надморска височина. Населението на общината е 3595 души (към 2010 г.).
Административен център на общината е градче Севеляно (Sevegliano).